# Dolores Claiborne
Dolores Claiborne è un romanzo thriller scritto da Stephen King pubblicato nel 1993.
Ne è stato tratto nel 1995 il film di Taylor Hackford L'ultima eclissi, interpretato da Kathy Bates, Jennifer Jason Leigh e Christopher Plummer.
Lo stile del libro si discosta dalle solite opere di King, in quanto la vicenda è narrata in prima persona dalla protagonista in inglese parlato, a volte anche molto sgrammaticato, e sotto forma di un monologo continuo, non intervallato da interruzioni di capitolo né da linee bianche. Inoltre la storia non contiene traccia di mostri o delle altre creature soprannaturali che solitamente caratterizzano le opere di King, ma si orienta invece sullo stile di un thriller psicologico dove l'unico mostro è il rimorso che siamo costretti a portarci dentro per le azioni che abbiamo commesso nel corso della nostra vita.

## Trama
Dolores Claiborne, vedova sessantacinquenne che vive nella piccola comunità di Little Tall Island nel Maine, è sospettata di aver ucciso la ricca e vecchia datrice di lavoro Vera Donovan, di cui era domestica. Il romanzo è presentato come una trascrizione della sua dichiarazione a due agenti locali e una stenografa. Dolores chiarisce di non aver ucciso Vera, di cui si è occupata per anni, ma confessa invece di aver provocato la morte di suo marito Joe St. George quasi trent'anni prima, omicidio per cui è stata sospettata ma non incriminata per mancanza di prove e che le ha attirato la malevolenza della cittadina. Da ciò la confessione di Dolores si snoda nella storia della sua vita, concentrandosi sul matrimonio travagliato e il rapporto con la datrice di lavoro.
Comincia descrivendo la sua relazione con Vera, iniziata con l'acquisto di una casa estiva da parte della donna e del ricco marito nel 1949 a Little Tall Island; riuscendo a fare fronte alle rigorose esigenze di Vera e passando da domestica a governante nella casa di Donovan. Dopo la morte del marito in un incidente d'auto a fine anni '50, Vera si trasferisce definitivamente nella casa estiva sull'isola, soffrendo con il passare degli anni di una forma sempre più grave di demenza che obbliga Dolores a occuparsi di lei quasi costantemente.
Quando Dolores iniziò a lavorare per Vera, il suo matrimonio con Joe dava già segni di crisi a causa della tendenza a bere dell'uomo e dei conseguenti abusi verbali e fisici che riservava alla consorte. La situazione raggiunge il culmine una notte del 1960, quando Joe picchia con violenza Dolores sulla base della schiena con un pezzo di legno da stufa per una leggera presa in giro. Come rappresaglia, la donna gli spacca un vaso di ceramica in testa e lo minaccia con un'ascia, giurando di ucciderlo se le metterà ancora le mani addosso. All'episodio assiste casualmente la figlia adolescente maggiore Selena, che non capisce che la madre ha agito per difendersi; da quel momento, Joe smetterà di picchiare Dolores (continuando però a farlo credere al resto della comunità dell'isola per cercare di salvarsi la faccia), ma l'episodio causa una frattura nel rapporto tra madre e figlia.
Nel 1962, Dolores nota che Selena è diventata di umore sempre più chiuso, spaventato e ritirato. Dopo averla affrontata, scopre così che Joe ha sfruttato l'episodio dell'ascia per guadagnarsi la commiserazione e complicità della figlia, arrivando a molestarla. Dolores prende in considerazione l'idea di uccidere seduta stante il marito, ma alla fine si limita a minacciare di arrestarlo se farà ancora qualcosa a Selena.
Per proteggere i suoi figli, Dolores decide di lasciare Joe e andarsene con i figli, ma scopre che l'uomo ha rubato e nascosto a sua insaputa tutti i soldi risparmiati, compresi quelli dei ragazzi. Disperata, la donna si sfoga involontariamente sul lavoro e riceve l'inaspettata simpatia di Vera che, confidandosi con lei, le suggerisce velatamente di causare un incidente per uccidere Joe (facendo intendere di aver fatto lei stessa così con il marito), per ottenere i suoi soldi e sbarazzarsi di lui.
Dolores trova modo di mettere in atto il suo piano nell'estate del 1963, quando avverrà un'eclissi solare totale visibile dall'isola. Dopo aver mandato via i figli con una scusa, la donna affronta Joe riguardo alla spesa di tutti i risparmi e lo provoca, facendosi inseguire fino a un vecchio pozzo nel giardino dietro casa e facendolo precipitare dentro. L'uomo non muore subito ma resta agonizzante per un po', riuscendo quasi a uscire nuovamente e venendo finito da Dolores, che lo uccide colpendolo in faccia con una pietra.
Dolores denuncia la scomparsa di Joe e il suo cadavere viene ritrovato qualche giorno dopo; la donna è sospettata dell'omicidio ma non ci sono prove, nonostante i forti sospetti e pettegolezzi di Little Tall Island. La sua azione danneggia anche il rapporto con Selena, che sospetta la madre della morte di Joe.
Dolores arriva finalmente quindi a raccontare le circostanze della morte di Vera: in preda a una delle sue allucinazioni, la donna era riuscita ad alzarsi dalla sedia a rotelle e fuggire terrorizzata, cadendo dalle scale e restando ferita gravemente. Vera pregò Dolores di ucciderla per porre fine alle sue sofferenze, soccombendo mentre la governante prendeva un mattarello per eseguire le sue ultime volontà. La scena è stata scoperta dal postino che, nel vedere Dolores, si insospettì e chiamò la polizia. Quella notte, la donna cominciò a essere molestata dagli altri abitanti dell'isola che già credevano fosse sfuggita a un'accusa di omicidio. Dopo aver scoperto che Vera aveva lasciato a lei tutto il suo patrimonio, sapendo che ciò costituirebbe un movente per l'omicidio, Dolores decise di raccontare tutta la sua storia per ripulirsi completamente. Sentendosi finalmente in pace con sé stessa, la donna termina la sua storia.
L'epilogo è costituito da diversi articoli di giornale che dicono che Dolores è stata rilasciata da ogni accusa e ha donato anonimamente tutta la fortuna di Vera a degli orfanotrofi. È inoltre implicito che Dolores e Selena si siano riconciliate e che Selena tornerà a casa per la prima volta in vent'anni.

## Personaggi
- Dolores Claiborne: narratrice e protagonista del romanzo, è una donna di sessantacinque anni che lavora come domestica. Caustica ma non amareggiata da una vita di sacrifici, duro lavoro e sofferenza, è costretta ad affrontare i suoi peccati passati per discolparsi definitivamente da un crimine che non ha commesso.
- Vera Donovan: datrice di lavoro di Dolores ricca, esigente e arrogante. Ha una devozione fanatica per la pulizia della propria casa, arrivando a licenziare una domestica per il più piccolo errore; nonostante i contrasti tra loro, Vera diventa inaspettatamente l'unica alleata di Dolores nella sua battaglia per liberarsi di Joe, suggerendole di ucciderlo come probabilmente fece lei stessa con il marito infedele. Raggiunta la veneranda età subisce una serie di ictus e trascorre gli ultimi anni della sua vita in uno stato sempre più agitato e psichicamente instabile, tanto che la posizione di Dolores passa da governante a badante. Quando è lucida si diverte a disturbare Dolores sporcando deliberatamente sé stessa e la sua biancheria da letto per costringere la donna a pulire. Soffre di visioni terrificanti e allucinazioni che chiama "i riccioli di polvere" che assumono la forma del marito e dei figli morti e che alla fine la portano alla morte facendola precipitare dalle scale mentre tenta di sfuggire a questi "riccioli".
- Joe St. George: il marito di Dolores, con cui si sposa appena finito il liceo. Alcolista, lavoratore discontinuo, è razzista e abusa verbalmente e fisicamente della sua famiglia, sebbene smetta con Dolores dopo che questa si è ribellata. Comincia poi ad abusare sessualmente di sua figlia Selena. Sottrae tutto il denaro di famiglia, che Dolores ha guadagnato e risparmiato per i figli, rendendole impossibile fuggire con i ragazzi. Questo porta la donna a progettare la sua morte per rientrare in possesso. Viene ucciso durante un'eclissi precipitando in un vecchio pozzo; la sua fine è molto più lenta e dolorosa di quanto previsto da Dolores e ciò peserà a lungo sulla donna.
- Selena St. George: figlia maggiore di Dolores e Joe è una ragazza estremamente brillante e amichevole, nonché ottima studentessa al liceo. Dopo aver visto sua madre minacciare e colpire suo padre all'età di dodici anni (per impedire ulteriori violenze nei suoi confronti), fraintende la situazione e crede che Dolores sia dalla parte del torto, quindi inizia a comportarsi in modo premuroso con Joe, il quale approfitta della sua gentilezza per molestarla sessualmente. Ciò influisce notevolmente sulla psiche della ragazza, che si chiude in sé stessa e arriva a tentare il suicidio prima che Dolores scopra cosa succeda e fermi gli abusi. Dopo la morte di Joe Selena chiede direttamente a sua madre se lo abbia ucciso, cosa che Dolores nega, ma lei rimane con il forte dubbio della colpevolezza della madre. Da adulta, Selena si trasferisce a New York e diventa una nota giornalista, ma ha problemi di alcolismo e si allontana dalla madre. Nell'epilogo del romanzo è accennato un riconciliamento tra le due.
- Joe St. George Jr.: figlio maggiore di Dolores e Joe, viene molestato verbalmente e sminuito dal padre per la sua intelligenza, sensibilità e mancanza di abilità fisica. Al momento della morte di Joe, Junior lo disprezza attivamente; paradossalmente è il figlio che subisce più duramente l'accaduto proprio a causa dei sensi di colpa per l'odio provato verso il padre. Da adulto diventa senatore dello stato nel Maine e mantiene stretti e buoni contatti con la madre.
- Pete St. George: il figlio più piccolo di Dolores, ha nove anni quando suo padre muore. Chiamato spesso "piccolo Pete" o "Petey" da sua madre, è il figlio che preoccupa maggiormente la donna poiché idolatra il padre e inizia a imitarlo assumendo comportamenti rissosi a scuola e usando insulti razziali, che non capisce, verso i suoi coetanei. Da adulto si arruola nell'esercito e viene ucciso in Vietnam poco prima della fine della guerra.
- Michael Donovan: il marito di Vera, un milionario costruttore di aeroplani. Muore in un incidente automobilistico fuori da Baltimora, in un incidente presumibilmente organizzato da Vera per vendicarsi della sua infedeltà e incassare l'eredità.
- Donald e Helga Donovan: i figli di Vera, visti per l'ultima volta da Dolores nel 1961 quando Donald ha 16 anni e Helga 14 anni, dopo una discussione dovuta al fatto che Vera si rifiuta di far ottenere a Helga la patente di guida. Dolores ipotizza che i ragazzi fossero a conoscenza o sospettassero del ruolo della madre nella morte del padre e che potrebbero anche averla ricattata. Vera trascorre anni a dire a Dolores che si sono allontanati e crea bugie elaborate sulle loro attuali carriere e famiglie, solo dopo la sua morte si scopre che erano morti diversi mesi dopo che Dolores li aveva visti l'ultima volta, in un incidente stradale in cui guidava Helga.
- Ted Kenopensky: tuttofare di Vera e amante occasionale, che Dolores ritiene abbia cospirato con Vera per uccidere suo marito. Muore in un incidente stradale poco dopo il decadimento della salute di Vera.
- Mr. Pease: un banchiere che aiuta involontariamente Dolores a scoprire cosa Joe ha fatto con i soldi che ha rubato dai fondi del college dei suoi figli. Nel fare ciò, condivide informazioni riservate con lei contro i regolamenti e, dopo la morte di Joe, non si fa avanti per condividere le sue conoscenze dei motivi dell'omicidio di Dolores, probabilmente per paura di perdere il lavoro.
- Dr. John McAuliffe: il medico legale della contea che esamina il corpo di Joe. È un piccolo e scaltro scozzese che sospetta che Dolores abbia ucciso suo marito e la interroga duramente prima dell'indagine ufficiale, quasi ad accusarla. Alla fine è costretto a esprimere un verdetto di morte accidentale, seppur con riluttanza.
- Garrett Thibodeau: l'agente della città che indaga sulla morte di Joe. Amichevole, empatico e non troppo brillante, fa deragliare accidentalmente l'interrogatorio di McAuliffe su Dolores e si assicura che non sia accusata della morte di Joe.
- Sammy Marchant: il postino dell'isola che scopre Dolores in piedi sul cadavere di Vera. Sospetta immediatamente di Dolores per l'omicidio ed è responsabile delle voci contro di lei che iniziano a diffondersi, costringendo Dolores a confessare alla polizia.
- Andy Bissette, Nancy Bannister e Frank Proulx: rispettivamente il capo della polizia, la stenografa e l'ufficiale che sono nella stanza ad ascoltare la confessione di Dolores. Non vengono riportate le loro azioni e parole se non da Dolores, che si rivolge spesso a loro.

## Genesi dell'opera
La stesura del romanzo è datata ottobre 1989 - febbraio 1992.

## Dedica
L'autore ha dedicato il romanzo «A mia madre, Ruth Pillsbury King».

## Stile e collegamenti con altre opere
A differenza di molte altre opere di King, c'è poca attenzione al soprannaturale; sebbene siano implicate diverse occorrenze mistiche, gli unici eventi che si verificano chiaramente nel libro sono due visioni telepatiche della protagonista che, insieme allo sfondo dell'eclissi solare, formano un collegamento al romanzo di King Il gioco di Gerald .
L'ambientazione di Little Tall Island è la stessa del romanzo di King La tempesta del secolo.

## ISBN
- ISBN 0-606-05811-7 (Prebound, 1993)
- ISBN 0-451-17709-6 (Mass Market Paperback, 1993, ristampa)
- ISBN 0-8161-5641-7 (Paperback, 1993, Large Type Edition)
- ISBN 2-277-04742-2 (Paperback)

## Edizioni
- Stephen King, Dolores Claiborne, traduzione di Tullio Dobner, 3 ed., collana Super Bestseller, Sperling Paperback, 1994,  pp. 267, cap. nessuno, ISBN 88-7824-865-7.